# Jackson (Carolina del Sur)
Jackson es un pueblo ubicado en el condado de Aiken, Carolina del Sur, Estados Unidos. Tiene una población estimada, a mediados de 2021, de 1545 habitantes.

## Geografía
La localidad está ubicada en las coordenadas 33°19′43″N 81°47′31″O / 33.32861, -81.79194 (33.328575, -81.792015). Según la Oficina del Censo, tiene un área de 9.12 km² de tierra y 0.003 km² de agua.

## Demografía
En el 2000, los ingresos promedio de los hogares eran de $35 924 y los ingresos promedio de las familias eran de $41 563. Los ingresos per cápita para la localidad eran de $17 357. Los hombres tenían ingresos per cápita de $38 458 contra $24 732 para las mujeres. Alrededor del 11.1 % de la población estaba bajo el umbral de pobreza nacional. 
De acuerdo con la estimación 2016-2020 de la Oficina del Censo, los ingresos promedio de los hogares son de $31 938 y los ingresos promedio de las familias son de $36 058. Alrededor del 10.4 % de la población está bajo el umbral de pobreza nacional.

### Censo de 2020
| Raza                   | Núm. | Porc. |
| ---------------------- | ---- | ----- |
| Blancos                | 1200 | 78.9% |
| Afrodescendientes      | 192  | 12.6% |
| Amerindios             | 10   | 0.7%  |
| Asiáticos              | 10   | 0.7%  |
| Otras razas            | 14   | 0.9%  |
| De una mezcla de razas | 95   | 6.2%  |
| Total                  | 1521 | 100%  |

Del total de la población, el 2.56% son hispanos o latinos de cualquier raza.

## Localidades adyacentes
El siguiente diagrama muestra a las localidades en un radio de 24 kilómetros (14,9 mi) de Jackson.